# 腓特烈八世 (索倫伯爵)
腓特烈八世（德語：Friedrich VIII. von Zollern，？－1333年），索倫伯爵，腓特烈六世之子，1309年至1333年在位。

## 子女
1. 腓特烈九世（—約1378年）
2. 腓特烈（—1407年）
3. 史特拉斯堡的腓特烈（德语：Friedrich der Straßburger）（—1365年），腓特烈十一世的父親